# Empathy (Album)
Empathy ist ein Jazzalbum von Bill Evans, das am 14. August 1962 in Englewood Cliffs, New Jersey aufgenommen wurde und 1963 von Verve Records veröffentlicht wurde.

## Das Album
Nach acht Jahren, die der Pianist bei Orrin Keepnews’ Label Riverside Records unter Vertrag war, verließ er auf Anraten seiner neuen Managerin Helen Keane das in Schwierigkeiten geratene Label und wechselte 1962 zum größeren Verve-Label. Am 14. August 1962 fand seine erste Aufnahmesitzung für Verve in Rudy Van Gelders Studio in Englewood Cliffs statt.
Das Album entstand unter eigenartigen Umständen, wie der Kritiker Dave Nathan in Allmusic feststellte: Shelly Manne & His Men traten zu dieser Zeit im New Yorker Village Vanguard auf, im Wechsel mit dem Bill Evans Trio. Mit Erlaubnis von Orrin Keepnews, bei dem Evans noch unter Vertrag stand, gelang es Creed Taylor, eine gemeinsame Session in Van Gelders Studio mit Evans und Shelly Manne zu organisieren. Mannes Bassist war zu dieser Zeit Monty Budwig, der dann das Trio vervollständigte. Im Gegensatz zu den vorangegangenen Riverside-Alben (auf denen der Pianist auch eigene Kompositionen spielte) enthält die erste Veröffentlichung für Verve eine Auswahl von Jazzstandards aus dem Great American Songbook mit zwei relativ unbekannten Nummern von Irving Berlin, außerdem Rodgers/Harts „With a Song in My Heart“, Frank Loessers „I Believe in You“, die traditionelle Ballade „Danny Boy“ und die Gordon Jenkins Komposition „Goodbye“.

## Bewertungen des Albums
Nathan Davis bewertete bei Allmusic das Ergebnis des Zusammenspiels mit Manne und Budwig positiv: „Als Resultat erscheint sein Spiel leichter, freier und entspannter als noch vor einer Weile“. Das Album lege mit einer flotten Version von Irving Berlins „The Washington Twist“ los. Der Autor würdigt Shelly Mannes Spiel, das den Pianisten zu einer aufgeweckteren Spielweise als sonst antreibe, wie Loessers „I Believe in You“ oder in Berlins „Let’s Go Back To The Waltz“, ein relativ unbekannter Berlin-Titel, der Evans Gelegenheit für lyrisches Spiel gebe. Das längste Stück ist die kühne Version des sonst oft verspotteten „With a Song in My Heart“.

Richard Cook und Brian Morton zeichneten das Album im Penguin Guide to Jazz mit der zweithöchsten Bewertung aus und lobten an der spontanen Session das phantastische Zusammenspiel insbesondere in „With a Song in My Heart“. Der Evans-Biograph Hanns E. Petrik findet die Auswahl der Titel nicht immer befriedigend; einige von ihnen wirkten seiner Ansicht nach freudlos abgespielt. Ein Beispiel dafür erscheint ihm Irving Berlins „The Washington Twist“, ein nach Petrik nichtssagender Song, aufgebaut auf den Harmonien des Schlagers „Franky and Johnny“. Die Platte biete aber auch Erfreuliches – die über neunminütige Spielart der von Richard Rodgers geschriebenen Musical-Melodie „With a Song in My Heart“. Neben einer raffinierten Zergliederung der Thema-Harmonien besteche dieses Stück durch seinen unerwarteten Epilog, in dem Evans noch einmal alles zusammenfassen würde.

## Editorische Notiz
Für die Neuausgabe des Albums als CD wurden die Aufnahmen der Empathy-Session mit dem 1966 entstandenen Album A Simple Matter of Conviction gekoppelt, das am 11. Oktober 1966 entstand. Es war das erste Album Evans’ mit dem jungen Bassisten Eddie Gomez; Schlagzeuger war erneut Shelly Manne.

## Die Titel

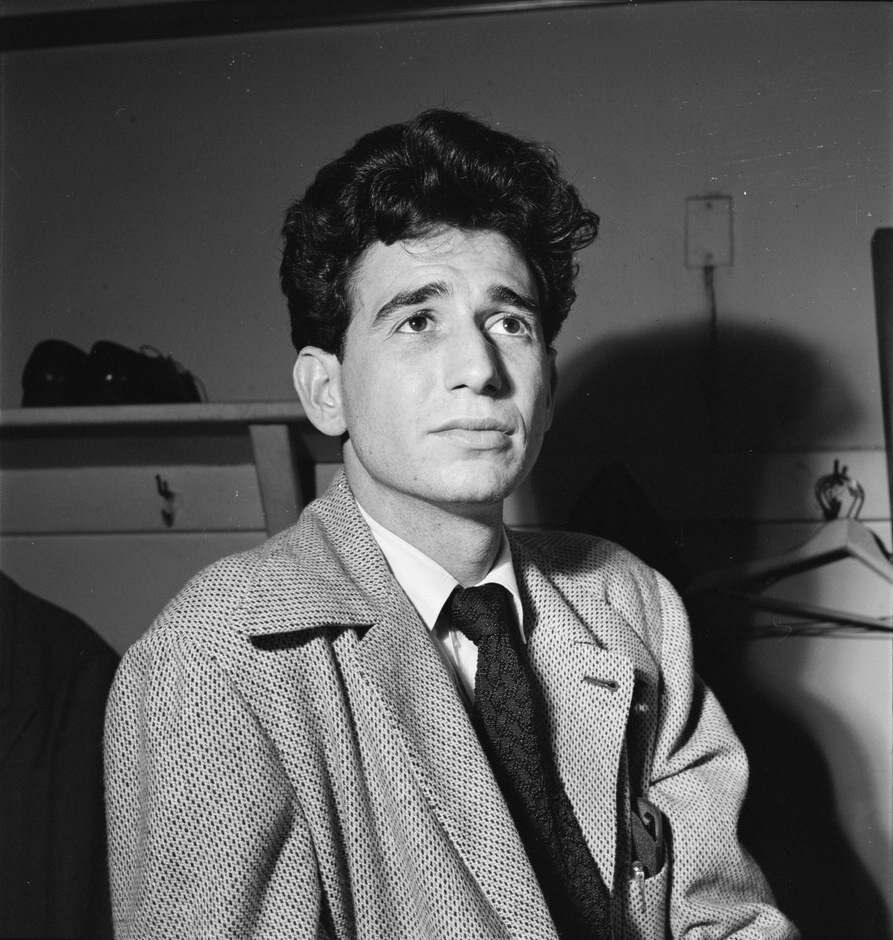
Shelly Manne, ca. Dezember 1946.
Fotografie von William P. Gottlieb.

- Bill Evans: Empathy  (Verve 23MJ 3032, CD: 837757-2)

1. The Washington Twist (Irving Berlin) – 6:29
2. Danny Boy (Frederick Weatherly) – 3:44
3. Let’s Go Back To The Waltz (Berlin) – 4:34
4. With a Song in My Heart (Richard Rodgers, Lorenz Hart) – 9:14
5. Goodbye (Gordon Jenkins) – 5:12
6. I Believe in You (Frank Loesser) – 5:54